# Gert-Jan Theunisse
Gert-Jan Theunisse (nascido a 14 de janeiro de 1963 em Oss (Brabante Setentrional) foi um ciclista neerlandês, profissional entre os anos 1984 e 1995, durante os quais conseguiu 18 vitórias.
A sua especialidade eram as etapas de alta montanha. Teve o seu melhor ano profissional em 1989, ano em que ficaria 4º no Tour, além de ganhar a etapa com final em Alpe d'Huez e a classificação da montanha. Também foi 13º nas edições do Tour de France de 1991 e 1992.
Deu positivo em controles antidoping em três ocasiões: no Tour de France de 1988 por testosterona, onde foi penalizado com dez minutos (caindo desde a 4ª posição até à 11ª na classificação geral) e um mês de sanção a cumprir ao terminar o Tour de France, na Flecha Valona 1990 e na Subida a Arrate 1990. Estes dois últimos positivos supuseram-lhe uma suspensão de seis meses, que lhe manteve afastado da competição até 1992.
Depois de retirar-se do ciclismo profissional por problemas de saúde ao começo da temporada de 1995, Theunisse dedicou-se a preparar a jovens ciclistas como Mario Gutte (campeão neerlandês em CRI) e Bart Brentjens, que baixo a tutela do ex ciclista, ganhou o Campeonato nacional, o Campeonato mundial, a Copa do Mundo, o Tour de France VTT e a medalha de ouro nos Jogos Olímpicos de Atlanta. Em 1996, Theunisse volta a participar em competições oficiais, desta vez na disciplina de montanha.
A 8 de setembro de 1997, sofre um acidente rodoviário enquanto treinava em Annency, França, depois do qual se lhe diagnostica uma paraplegia, ao se confirmar lesões na medula espinal. Privado da mobilidade da cintura para abaixo, dedicou-se à reabilitação, enquanto seguia com as suas tarefas de treinador na equipa Specialized durante os meses seguintes, incluindo a Brentjens e entre outras, à espanhola Margarita Fullana, futura campeã mundial. A princípios de 1999, a reabilitação do ciclista neerlandês é o suficiente avançada para permitir-lhe participar numa competição de MTB no Reino Unido e ganhar. Em junho de 1999, sofre um ataque ao coração enquanto treina em Itália. Em outubro do mesmo ano, deixa de ser o treinador pessoal de Brentjens, ainda que mantém-se como director geral da equipa do mesmo.
Em janeiro de 2000, Theunisse admitiu ter consumido substâncias dopantes durante a sua carreira profissional, conquanto negou ter tomado testosterona, razão pela qual se lhe sancionou no Tour de 1988, alegando que esta a produzia o seu corpo de forma natural.
Oficialmente com uma deficiências de 13%, em outubro de 2002, regressa à competição e converte-se em campeão da Europa de MTB na categoria de maiores de 30 anos com discapacidade. Mantém-se em activo até 2005, participando principalmente em categorias de longo percurso em Campeonatos continentais e mundiais. A 2 de outubro de 2005 participa na sua última carreira, depois da qual anuncia a sua retirada definitiva da competição, sobre a base das dores que ainda persistem desde o fatídico acidente de 1997. Ao mesmo tempo, anuncia a sua intenção de colaborar na criação de um centro de ajuda a deficiêntes em Mallorca.

## Palmarés
1988
- Clássica de San Sebastián

1989
- 1 etapa do Tour de France, mais classificação da montanha
- Volta das Astúrias, mais 1 etapa

1991
- Tour de Luxemburgo, mais 1 etapa
- Volta aos Vales Mineiros
- Acht van Chaam
- 2º no Campeonato dos Países Baixos em Estrada

1992
- 1 etapa do Tour de Luxemburgo

1994
- 2º no Campeonato dos Países Baixos em Estrada

## Resultados em Grandes Voltas
| Carreira        | 1986 | 1987 | 1988 | 1989 | 1990 | 1991 | 1992 | 1993 | 1994 |
| --------------- | ---- | ---- | ---- | ---- | ---- | ---- | ---- | ---- | ---- |
| Giro d'Italia   | -    | Ab.  | -    | 15º  | -    | -    | -    | -    | -    |
| Tour de France  | -    | 48º  | 11º  | 4º   | -    | 13º  | 13º  | -    | Ab.  |
| Volta a Espanha | 79º  | Ab.  | -    | -    | -    | -    | 11º  | -    | Ab.  |

## Equipas
- Panasonic (1984-1986)
- PDM-Concorde (1987-1989)
- Panasonic (1990)
- TVM (1991-1994)
- Collstrop (1995)